# Динамічний супрематизм
«Динамічний супрематизм» (його також називають «Супремус 57») — картина олійними фарбами російського та українського художника-авангардиста Казимира Малевича, написана в 1915 або 1916 роках. Твір має пропорції квадрата.

## Контекст
Абстрактні картини Малевича належать до інтенсивного періоду мистецьких експериментів, що збіглися з Російською революцією 1917 року. Художник відмовився від репрезентативних образів на користь того, що він назвав супрематизмом у 1915 році. У цих роботах він використав сильно зменшені геометричні фігури — більш акцентовані в чорному квадраті на білому тлі — медитативна якість якого виступає як світський еквівалент російським іконам.

## Аналіз
Намальоване на білуватому тлі, полотно містить великий блідо-синій трикутник у центрі, який нахилений під невеликим кутом зліва від композиції. На центральному трикутнику і  навколо трьох вершин є зібрана  послідовність геометричних фігур з діапазоном кольорів, розташовані під різними кутами. Особливо видно невеликий насичений синій трикутник у верхній частині твору, світло-жовтий прямокутник, розташований праворуч від центру, і більший прямокутник, трохи нижче, бежевий. 